# Laos na Letnich Igrzyskach Olimpijskich 1996
Laos na Letnich Igrzyskach Olimpijskich 1996 reprezentowało pięciu zawodników: czterech mężczyzn i jedna kobieta. Był to czwarty start reprezentacji Laosu na letnich igrzyskach olimpijskich.

## Skład kadry

### Lekkoatletyka
Kobiety
- Sirivanh Ketavong – maraton – 64. miejsce,

Mężczyźni
- Poutavanh Phengthalangsy, Thongdy Amnouayphone, Sisomphone Vongpharkdy, Souliyasak Ketkeolatsami – sztafeta 4 × 100 m – odpadli w eliminacjach,